# El Robledo
El Robledo és un municipi de la província de Ciudad Real a la comunitat autònoma de Castella-La Manxa. Inclou els llogarets de Las Islas, Navalrincón, Las Tablillas i Navalajarra.

## Demografia
| 1991 | 1996 | 2001 | 2004 | 2006 |
| ---- | ---- | ---- | ---- | ---- |
| 1119 | 1091 | 1078 | 1068 | 1154 |

## Personatges il·lustres
- Antonio Palomares Vinuesa, dirigent comunista al País Valencià.